# Français-Gletscher
Der Français-Gletscher ist ein 20 km langer und 6 km breiter Gletscher im ostantarktischen Adélieland. Er fließt vom Kontinentaleis in nordnordöstlicher Richtung zur Küste, die er unmittelbar westlich der Baie des Ravins erreicht. In die D’Urville-See mündet er in Form einer Gletscherzunge (66° 31′ S, 138° 15′ O).
Die erste Sichtung des Gletschers geht vermutlich auf die dritte französische Antarktisexpedition (1837–1840) unter der Leitung des Polarforschers Jules Dumont d’Urville zurück. Teilnehmer der Australasiatischen Antarktisexpedition (1911–1914) kampierten im Dezember 1912 auf Anhöhen unmittelbar östlich des Gletschers, ohne diesen in ihren Aufzeichnungen zu erwähnen. Eine erste Positionsbestimmung erfolgte erst anhand von Luftaufnahmen der US-amerikanischen Operation Highjump (1946–1947). Eine vom französischen Polarforscher Mario Marret (1920–2000) geleitete Expedition (1952–1953) unternahm eine Schlittenexkursion über das Meereis zu den Eisklippen unmittelbar östlich des Gletschers. Namensgeber ist die Français, das Schiff der vierten französischen Antarktisexpedition (1903–1905) unter der Leitung des Polarforschers Jean-Baptiste Charcot.